# Colonnata (Sesto Fiorentino)
Colonnata è una frazione del comune di Sesto Fiorentino. Si trova nella parte nord del territorio comunale alle pendici di Monte Morello. Istituzionalmente fa riferimento al centro civico n. 4 avente sede presso la cosiddetta "Casa del Guidi" in viale Primo Maggio.
Fra i luoghi di interesse è possibile citare l'Unione Operaia di Colonnata, la chiesa di San Romolo a Colonnata, villa Villoresi, villa Gerini e immediatamente al di sopra dell'abitato, alle pendici del Monte Acuto, villa Ginori.
L'8 febbraio 1944 a Colonnata avvenne la strage del collegino di Sesto Fiorentino, un bombardamento alleato, del quale furono vittime 23 bambini e un giovane chierico.

## Origine del toponimo
Forse deve il suo nome ai termini relativi alla centuriazione romana, come già il nome Sesto Fiorentino suggerisce chiaramente. È incerta l'ipotesi che il toponimo Colonnata derivi dalla presenza di una colonna che indicava la distanza da Firenze. Altra interpretazione deriva dalla presenza dei resti dell'acquedotto romano, che arrivava con tragitto sotterraneo dalla località La Chiusa di Calenzano fino al torrente Rimaggio. Qui il manufatto, del quale sono state trovate tracce durante i lavori del Cavet, emergeva, forse correndo sopra delle basse arcate che permettevano di ottenere la giusta pendenza per proseguire verso il centro di Firenze. Proprio nel parco di Villa di Colonnata (o Villa Gerini), una delle più belle ed importanti ville della zona, si trovano tutta una serie di vasche e fontane che arricchivano il parco, oggi di gusto romantico, fin dal 1600, nel periodo in cui la ricca residenza era di proprietà di Ferrante Capponi. È molto probabile che manufatti di epoca etrusco romana si trovino nei suoi terreni, mai toccati dall'edificazione selvaggia delle zone circostanti.
Un'indicazione sulle potenzialità dei terreni si trova nel racconto di Pinocchio, nel quale parlando del Campo dei Miracoli si cita un fatto realmente avvenuto nel parco della villa con il ritrovamento da parte del giardiniere di un tesoretto di monete di epoca antica, racchiuse in un vaso e che diedero al terreno il nome di Campo dei Miracoli.
La località è stata inoltre sicuramente interessata da un insediamento di epoca longobarda, avendo la zona tra la Villa di Colonnata o Gerini e la vecchia manifattura Ginori, l'antico toponimo di "Corte", riferito a un tipico edificio edificato dalle popolazioni longobarde.